# Lagoon Engine
Lagoon Engine (ラグーンエンジン, Ragūn Enjin) est un manga de Yukiru Sugisaki. Les deux protagonistes principaux s'appellent En et Jin. Ils sont frères et leur nom de famille est Ragun. Mis dans un certain ordre (Ragun En Jin) leurs noms se prononcent comme « Lagoon Engine ».

Logo japonais du manga Lagoon Engine

En et Jin apparaissent dans D.N.Angel (le manga et l'anime) comme figurants. On les trouve dans le volume 9 page 183 portant leurs Kakuki, et dans l'épisode 10 (au tout début) en costume.

## Personnages
En Ragun (等軍焔, Ragun En)
En est le caractère principal de l'histoire. Il a douze ans mais est intelligent et doué en déductions. C'est un bon gakushi et il fait souvent équipe avec son petit frère, Jin, pour combattre les magas. Son attribut de perception lui permet de comprendre les magas. Son point faible sont les choses visqueuses qui lui font perdre ses moyens et il déteste donc le nattō. Il est apparemment malade car il doit prendre des médicaments.
Jin Ragun (等軍陣, Ragun Jin)
Jin est l'autre caractère principal. Âgé de onze ans, c'est le petit frère de En, mais son caractère est presque à l'opposé. Il est déchaîné et impulsif (et apparemment pas très brillant non plus). Cependant il est toujours fidèle à son frère, qu'il aime beaucoup. Il n'est presque jamais calme même lorsqu'il dort. Il déteste les poivrons.
Ayato Hōsui (峰水綾と, Hōsui Ayato)
Ayato est un parent des frères Ragun. Il est apparemment le fils de la sœur de leur mère et donc leur cousin. Il sait que les deux frères sont des Gakushi, et ça ne semble pas le gêné du tout. Il est plutôt calme et poli. Il est souvent surnommé "Aya-chan".
Miki Kirishima (霧島未来, Kirishima Miki)
Miki est une fille de la classe de En. Elle n'est pas venue en cours depuis deux ans à cause d'une maladie qui l'oblige à rester à l'hôpital. L'âme de son chien décédé, Tom, qui se transforme lentement en maga, lui a été ramenée par En et Jin. En pense qu'elle deviendra peut-être une Gakushi.
Erei Moribayashi (もりばやし恵礼, Moribayashi Erei)
Une amie des frères Ragun. Elle est bruyante et excitée. Elle ne semble pas savoir que les frères Ragun sont Gakushi. Elle a un faible pour Ayato.
Shintarō Nagasaku (永作慎太郎, Nagasaku Shintarō)
L'éditeur de la mère des frères Ragun. Vingt-huit ans et célibataire, il squatte régulièrement chez les Ragun. Il est plutôt bizarre et aime porter des jupes.
Akané Ragun (Mari) (等軍紅音, Ragun Akane)
Akané Ragun est un auteur populaire. Elle ne termine jamais son travail dans les temps, mais ces livres sont toujours très populaires. Bien que son vrai nom soit « Akané Ragun », elle utilise un nom de plume : « Akané Mari ». C'est la mère de En et Jin.
Hideaki Ragun (等軍秀明, Ragun Hideaki)
Hideaki est le mari d'Akané et le père des frères Ragun. C'est un Gakushi très expérimenté et très puissant.
Suguru Mikami (御上卓, Mikami Suguru)
Suguru est un Gakushi de la famille des Mikami. Les Mikami sont une "branche cadette" de la famille Ragun. Il semble calme au premier abord, mais il s'énerve dès que Jin l'appelle le "mec de la branche cadette".
Koga (Maga)
Koga est le maga compagnon de En. Il est très attaché à En. Comme lui il est très intelligent et forme une bonne équipe avec Sora (Le maga de Jin). Cependant Koga est faible en attaque.
Sora (Maga)
Sora est le maga de Jin et semble lui aussi déborder d'énergie. Sora n'a aucune puissance intellectuelle, mais sa puissance d'attaque est incroyablement élevée.
Zai Shinno (新野罪, Shinno Zai)
Shinno semble être un Kamen Kugutsushi, les ennemis des Gakushi. Il fréquente la même école qu'Ayato, mais celui-ci ne sait pas que c'est un ennemi de En et Jin. On ne sait pas grand-chose de lui.
Hodō
Hodō semble être le servant de Shinno. Il l'appelle "Seigneur" et suit ses ordres. Il fréquente aussi la même école qu'Ayato.

## Liste des volumes
| no | Japonais         | Japonais          | Français       | Français      |
| no | Date de sortie   | ISBN              | Date de sortie | ISBN          |
| -- | ---------------- | ----------------- | -------------- | ------------- |
| 1  | 17 décembre 2002 | 4-04-924927-8     | juin 2006      | 9782723454995 |
| 2  | 11 août 2003     | 4-04-924951-0     | avril 2007     | 9782723455930 |
| 3  | 17 juillet 2004  | 4-04-924978-2     | octobre 2007   | 9782723460200 |
| 4  | 17 janvier 2006  | 4-04-925020-9     | avril 2008     | 9782723460217 |
| 5  | 17 juin 2006     | 4-04-925027-6     | avril 2009     | 9782723464628 |
| 6  | 17 juillet 2007  | 978-4-04-925046-6 | juin 2009      | 9782723470049 |
| 7  | 17 novembre 2007 | 978-4-04-925054-1 | août 2009      | 9782723470872 |